# 李復興 (清朝)
李复兴（？—？），山东滨州人，是一名清朝政治人物。举人出身。

## 生平
李复兴曾于1664年接替张顾恒任娄县知县一职，1667年由王奎龄接任。